# カラコンウインク
「カラコンウインク」は、日本の女性アイドルグループ・AKB48の楽曲。作詞は秋元康、作曲は井上ヨシマサが担当した。2024年3月13日にAKB48のメジャー63作目のシングルとしてユニバーサル ミュージック（EMI Records）から発売された。楽曲のセンターポジションは柏木由紀が務めた。

## 背景とリリース
前作『アイドルなんかじゃなかったら』から約6か月ぶりとなるシングル。
初回限定盤のType A、Type B、Type C、および通常盤、Official Shop盤の5形態で発売された。
2023年12月8日に開催された『AKB48劇場18周年特別記念公演』において選抜メンバー16人、および柏木由紀が表題曲で初の単独センターを務めることが発表された。柏木がシングル表題曲のセンターを務めるのは、小嶋陽菜と共にWセンターを務めた『Green Flash』以来24作（9年）ぶり2回目となる。また、30代メンバーの表題曲センターは、AKB48の18年の歴史で初となる。
2024年2月12日に生放送されたTBS系『「CDTVライブ!ライブ!」2時間SP』において、楽曲のタイトルが公表されるとともに初披露された。また放送終了直後の21時にAKB48公式YouTubeチャンネルにてミュージックビデオが公開された。
選抜メンバーは前作に引き続き16名。16期生の⻑友彩海、17期研究生の水島美結、18期研究生の秋山由奈および八木愛月の4名が初選抜入りしている。田口愛佳が『元カレです』以来4作（2年）ぶりに、平田侑希が『どうしても君が好きだ』以来2作（1年）ぶりに選抜復帰した。前作の選抜メンバーのうち、大西桃香・岡部麟・小田えりな・橋本恵理子・本田仁美・山﨑空の6名が選抜から外れた。
振付は、武田舞香が担当。
全タイプ共通のカップリング曲として、AKB48 U-20選抜の「星が消えないうちに」が収録されている。また、Type Aには柏木の卒業ソングとなる「最後の最後まで」が収録された。

## アートワーク
| Type A（初回限定盤） | 選抜メンバー全16名                                                                 |
| Type B（初回限定盤） | 秋山由奈、大盛真歩、下尾みう、田口愛佳、長友彩海、平田侑希、水島美結、八木愛月     |
| Type C（初回限定盤） | 小栗有以、柏木由紀、倉野尾成美、佐藤綺星、千葉恵里、向井地美音、村山彩希、山内瑞葵 |
| 通常盤               | 選抜メンバー全16名                                                                 |
| Official Shop盤      | 柏木由紀                                                                           |

## ミュージック・ビデオ
カラコンウインク
監督：林希 / 振付：武田舞香 / 制作：TYO Third 
テーマは、“アイドルの人生”。たくさんの花で彩られた世界観の中で、アイドルが放つ華やかなキラキラした“光”を描きつつ、心の内で抱える悔しさや悩みといった“影”も垣間見える、柏木のアイドル人生を凝縮したような映像となっている。ミュージックビデオ内で象徴的に使われた花々を担当したのは、フラワーアーティストの前田有紀。
星が消えないうちに
監督：ナカジマセイト / 振付：西田一生 / 制作：PARADE Tokyo
最後の最後まで
監督：高橋栄樹 /  制作：DH、CM α

## シングル収録トラック

### Type A
| #         | タイトル                                 | 作詞      | 作曲         | 編曲           | 時間  |
| --------- | ---------------------------------------- | --------- | ------------ | -------------- | ----- |
| 1.        | 「カラコンウインク」                     | 秋元康    | 井上ヨシマサ | 井上ヨシマサ   | 5:02  |
| 2.        | 「星が消えないうちに」(AKB48 U-20選抜)   | 秋元康    | 横健介       | APAZZI         | 4:51  |
| 3.        | 「最後の最後まで」(柏木由紀)             | 秋元康    | 青木真一     | 野中"まさ"雄一 | 5:00  |
| 4.        | 「カラコンウインク（off vocal ver.）」   |           | 井上ヨシマサ | 井上ヨシマサ   | 5:02  |
| 5.        | 「星が消えないうちに（off vocal ver.）」 |           | 横健介       | APAZZI         | 4:51  |
| 6.        | 「最後の最後まで（off vocal ver.）」     |           | 青木真一     | 野中"まさ"雄一 | 4:59  |
| 合計時間: | 合計時間:                                | 合計時間: | 合計時間:    | 合計時間:      | 29:45 |

| #  | タイトル                         | 作詞 | 作曲・編曲 |
| -- | -------------------------------- | ---- | ---------- |
| 1. | 「AKB参上！」                    |      |            |
| 2. | 「初日」                         |      |            |
| 3. | 「どうしても君が好きだ」         |      |            |
| 4. | 「アイドルなんかじゃなかったら」 |      |            |

### Type B
| #         | タイトル                                 | 作詞      | 作曲         | 編曲         | 時間  |
| --------- | ---------------------------------------- | --------- | ------------ | ------------ | ----- |
| 1.        | 「カラコンウインク」                     | 秋元康    | 井上ヨシマサ | 井上ヨシマサ | 5:02  |
| 2.        | 「星が消えないうちに」(AKB48 U-20選抜)   | 秋元康    | 横健介       | APAZZI       | 4:49  |
| 3.        | 「パパに言えない夜」(17期研究生)         | 秋元康    | ツキダタダシ | 若田部誠     | 3:58  |
| 4.        | 「カラコンウインク（off vocal ver.）」   |           | 井上ヨシマサ | 井上ヨシマサ | 5:02  |
| 5.        | 「星が消えないうちに（off vocal ver.）」 |           | 横健介       | APAZZI       | 4:49  |
| 6.        | 「パパに言えない夜（off vocal ver.）」   |           | ツキダタダシ | 若田部誠     | 3:58  |
| 合計時間: | 合計時間:                                | 合計時間: | 合計時間:    | 合計時間:    | 27:38 |

| #  | タイトル                         | 作詞 | 作曲・編曲 |
| -- | -------------------------------- | ---- | ---------- |
| 1. | 「In any way」                   |      |            |
| 2. | 「君は僕を覚えてるかな？」       |      |            |
| 3. | 「知ったかぶりのその下に」       |      |            |
| 4. | 「アイドルなんかじゃなかったら」 |      |            |

### Type C
| #         | タイトル                                 | 作詞      | 作曲         | 編曲         | 時間  |
| --------- | ---------------------------------------- | --------- | ------------ | ------------ | ----- |
| 1.        | 「カラコンウインク」                     | 秋元康    | 井上ヨシマサ | 井上ヨシマサ | 5:02  |
| 2.        | 「星が消えないうちに」(AKB48 U-20選抜)   | 秋元康    | 横健介       | APAZZI       | 4:50  |
| 3.        | 「マチビト」(18期研究生)                 | 秋元康    | 城戸紘志     | 城戸紘志     | 4:50  |
| 4.        | 「カラコンウインク（off vocal ver.）」   |           | 井上ヨシマサ | 井上ヨシマサ | 5:02  |
| 5.        | 「星が消えないうちに（off vocal ver.）」 |           | 横健介       | APAZZI       | 4:50  |
| 6.        | 「マチビト（off vocal ver.）」           |           | 城戸紘志     | 城戸紘志     | 4:50  |
| 合計時間: | 合計時間:                                | 合計時間: | 合計時間:    | 合計時間:    | 29:24 |

| #  | タイトル                         | 作詞 | 作曲・編曲 | 監督 |
| -- | -------------------------------- | ---- | ---------- | ---- |
| 1. | 「アイドルなんかじゃなかったら」 |      |            |      |
| 2. | 「ラベンダーフィールド」         |      |            |      |
| 3. | 「全力反抗期」                   |      |            |      |
| 4. | 「Do the dance!」                |      |            |      |

### 通常盤 / Official Shop盤
| #         | タイトル                                 | 作詞      | 作曲               | 編曲         | 時間  |
| --------- | ---------------------------------------- | --------- | ------------------ | ------------ | ----- |
| 1.        | 「カラコンウインク」                     | 秋元康    | 井上ヨシマサ       | 井上ヨシマサ | 5:02  |
| 2.        | 「星が消えないうちに」(AKB48 U-20選抜)   | 秋元康    | 横健介             | APAZZI       | 4:51  |
| 3.        | 「ライオンを狙え!」(Universe Girls)      | 秋元康    | Hiroya.T、山口光貴 | ツタナオヒコ | 4:00  |
| 4.        | 「カラコンウインク（off vocal ver.）」   |           | 井上ヨシマサ       | 井上ヨシマサ | 5:02  |
| 5.        | 「星が消えないうちに（off vocal ver.）」 |           | 横健介             | APAZZI       | 4:51  |
| 6.        | 「ライオンを狙え!（off vocal ver.）」    |           | Hiroya.T、山口光貴 | ツタナオヒコ | 4:00  |
| 合計時間: | 合計時間:                                | 合計時間: | 合計時間:          | 合計時間:    | 27:46 |

## 選抜メンバー
- 秋山由奈
- 大盛真歩
- 小栗有以
- 柏木由紀
- 倉野尾成美
- 佐藤綺星
- 下尾みう
- 田口愛佳
- 千葉恵里
- 長友彩海
- 平田侑希
- 水島美結
- 向井地美音
- 村山彩希
- 八木愛月
- 山内瑞葵